# Jaguar XE
Jaguar XE – samochód osobowy klasy średniej produkowany pod brytyjską marką Jaguar w latach 2015–2024.

## Historia i opis modelu

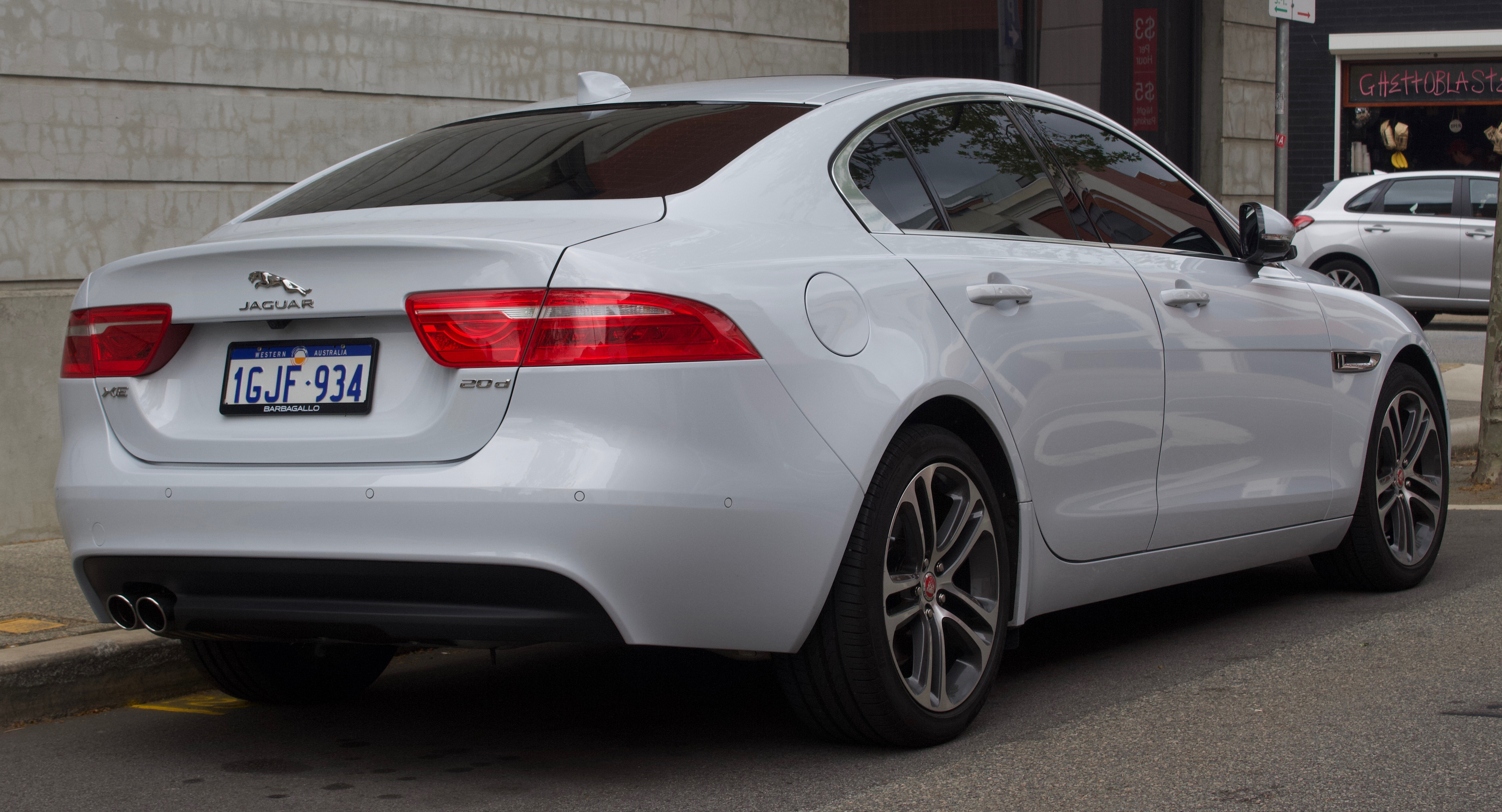
Jaguar XE – tył

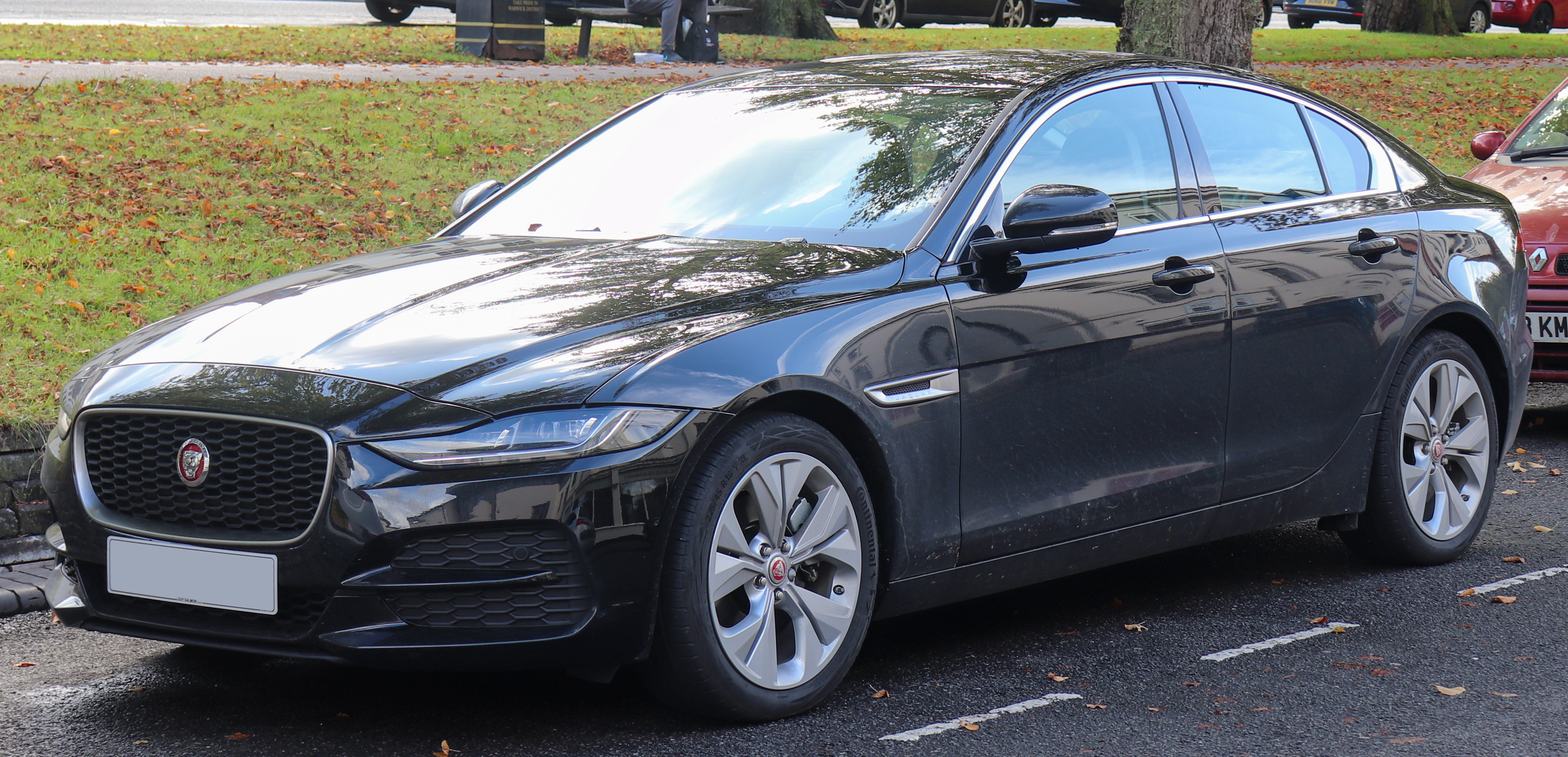
Jaguar XE po liftingu

Pojazd został po raz pierwszy oficjalnie zaprezentowany jako samochód koncepcyjny podczas targów motoryzacyjnych w Genewie w 2014 roku. Wersja produkcyjna pojazdu zaprezentowana została oficjalnie po raz pierwszy w październiku 2014 roku podczas targów motoryzacyjnych w Paryżu. Stylistycznie pojazd nawiązuje do większego modelu XF. Jest to pierwszy w historii marki pojazd oraz pierwszy model w segmencie klasy średniej, który otrzymał aluminiowy szkielet nadwozia wykonany z wysokowytrzymałego stopu aluminium serii 6000 oraz RC 5754, czyli stopu aluminium powstałego głównie z odzyskanego materiału. Zbudowany został na bazie modułowej płyty podłogowej iQ[AI].
W 2019 roku przedstawiono XE po gruntownej modernizacji. W jej ramach zmieniono wygląd przednich i tylnych zderzaków, przemodelowano atrapę chłodnicy i kształt reflektorów, a także zwężono tylne lampy i odświeżono wygląd kokpitu. Pojawił się nowy system multimedialny, a także dźwignia zmiany trybów jazdy zamiast pokrętła.
W 2017 roku w Goodwood Jaguar zaprezentował model XE w specjalnej, limitowanej wersji o nazwie SV8 Project, który został zmodyfikowany przez zespół Special Vehicle Operations (SVO) który należy do Jaguara Land Rovera. Samochód wyposażono w nadwozie z włókna węglowego, elementy wspomagające aerodynamikę, w tym przedni splitter i tylne skrzydło, wykończenie wnętrza z włókna węglowego i Alcantarą, w 400-milimetrowe ceramiczne tarcze hamulcowe z włókna węglowego z sześciotłoczkowymi zaciskami z przodu oraz w 20 calowe koła z oponami Michelin Sport Cup 2. Źródłem napędu SV8 Project jest silnik 5.0 V8 wspomagany sprężarką i intercoolerem który generuje 592 KM, samochód zestawiono z 8 biegową skrzynią automatyczną oraz z napędem na tylną oś lub z napędem na cztery koła. W 2018 roku powstało tylko 300 sztuk Jaguara XE SV8 Project. 

Jaguar XE SV8 Project (Przód)

Jaguar XE SV8 Project (Tył)

### Wyposażenie
- Pure
- Prestige
- R-Sport
- Portfolio
- S

W zależności od wybranej wersji wyposażeniowej, auto wyposażone może być m.in. w system ABS i ESP, elektryczne sterowanie szyb, elektryczne sterowanie lusterek, elektrycznie sterowane fotele, wielofunkcyjną kierownicę, układ ASPC, działający w zakresie prędkości 3,6 do 30 km/h aktywny tempomat kontrolujący układ hamulcowy i napędowy, laserowy wyświetlacz HUD, radio DAB, kamerę stereoskopową współpracującą z niezależnym systemem hamowania awaryjnego wyposażoną w system rozpoznawania znaków drogowych oraz linii na jezdni, elektryczne wspomaganie układu kierowniczego, system bezkluczykowy, elektroniczny hamulec postojowy, półautomatyczny system parkowania prostopadłego i równoległego oraz system wykrywania ruchu podczas cofania, system monitorowania martwego pola, a także dwustrefową klimatyzację automatyczną, 8-calowy ekran dotykowy systemu multimedialnego InControl, światła do jazdy dziennej wykonane w technologii LED oraz skórzaną tapicerkę i 17 lub 18-calowe alufelgi. Wersję Portfolio można dodatkowo wyposażyć w aluminiowe lub drewniane wstawki we wnętrzu. Najbogatsza wersja S dodatkowo wyposażona została w dyfuzor oraz reflektory biksenonowe.

### Silniki
| Silnik                | Pojemność skokowa [cm³] | Typ silnika        | Moc maksymalna [KM] przy obr./min | Maks. moment obrotowy [Nm] przy obr./min | Przyspieszenie 0–100 km/h [s] | Prędkość maks. [km/h] |                    |                    |                    |
| Silniki benzynowe:    | Silniki benzynowe:      | Silniki benzynowe: | Silniki benzynowe:                | Silniki benzynowe:                       | Silniki benzynowe:            | Silniki benzynowe:    | Silniki benzynowe: | Silniki benzynowe: | Silniki benzynowe: |
| --------------------- | ----------------------- | ------------------ | --------------------------------- | ---------------------------------------- | ----------------------------- | --------------------- | ------------------ | ------------------ | ------------------ |
| 2.0 Turbo             | 1999                    | R4                 | 197 (147)/b.d.                    | 320/b.d.                                 | 7,7                           | 237                   |                    |                    |                    |
| 2.0 Turbo             | 1999                    | R4                 | 237 (177)/b.d.                    | 340/b.d.                                 | 6,8                           | 249                   |                    |                    |                    |
| 3.0 Turbo             | 2995                    | V6                 | 335 (250)/b.d.                    | 450/b.d.                                 | 5,1                           | 249                   |                    |                    |                    |
| 3.0 Turbo             | 2995                    | V6                 | 375 (280)/b.d.                    | 450/b.d.                                 | 5,0                           | 249                   |                    |                    |                    |
| 5.0 Supercharged      | 5000                    | V8                 | 600 (441)/b.d                     | 700/b.d                                  | 3.7                           | 322                   |                    |                    |                    |
| Silniki wysokoprężne: |                         |                    |                                   |                                          |                               |                       |                    |                    |                    |
| 2.0 Turbo             | 1999                    | R4                 | 161 (120)/b.d.                    | 380/b.d.                                 | 8,4                           | 212                   |                    |                    |                    |
| 2.0 Turbo             | 1999                    | R4                 | 178 (133)/b.d.                    | 431/b.d.                                 | 7,7                           | 225                   |                    |                    |                    |